# Pachyballus castaneus
Pachyballus castaneus là một loài nhện trong họ Salticidae.
Loài này thuộc chi Pachyballus. Pachyballus castaneus được Eugène Simon miêu tả năm 1900.